# Pro C
Pro C（韓語：프로씨），團名意思是「Problem Children」，韓國J. Tune Camp於2013年所推出的2人男子組合，是MADTOWN正式出道前，由成員MOOS與BUFFY組成的子團。
2013年11月25日官方公開預告影片。
2013年11月28日，公開出道曲《Bad memory》。
2014年1月之後才公開兩位成員的面貌，讓大家正式與Pro C見面。

## 成員列表
| 成員列表 | 成員列表 | 成員列表     | 成員列表 | 成員列表 | 成員列表      | 成員列表 | 成員列表 |
| 藝名     | 藝名     | 本名         | 本名     | 本名     | 生日          | 血型     |          |
| 羅馬拼音 | 諺文     | 羅馬拼音     | 諺文     | 漢字     | 生日          | 血型     |          |
| -------- | -------- | ------------ | -------- | -------- | ------------- | -------- | -------- |
| MOOS     | 무스     | Kim Sangbae  | 김상배   | 金相培   | 1991年4月29日 | O型      |          |
| BUFFY    | 버피     | Kim Joohyeon | 김주현   | 金周賢   | 1995年6月15日 | B型      |          |

## 音樂作品
| 專輯 # | 專輯資料 | 曲目 |
| 1st    | 首張數位單曲《나쁜기억 (Feat. K.Will)》 - 發行日期：2013年11月28日 - 語言：韓語                               | 曲目 1. 나쁜기억(Bad memory) feat. 케이윌(K.Will) 2. 나쁜기억(Bad memory) feat. 케이윌(K.Will)（Inst.）     |
| 2nd    | 第二張數位單曲《더 사랑하는 쪽이 아프다 (Feat. Ailee)》 - 發行日期：2014年2月5日 - 語言：韓語                 | 曲目 1. 더 사랑하는 쪽이 아프다(Love Hurts) feat.에일리(Ailee) 2. 나쁜기억(Bad memory) feat. 케이윌(K.Will) |
| 3nd    | 第三張數位單曲《漢江的夜晚（밤에 본 한강）（Feat. Eun Ha（GFRIEND）》 - 發行日期：2015年10月21日 - 語言：韓語 | 曲目 1. 漢江的夜晚（밤에 본 한강）（Feat. Eun Ha（GFRIEND））                                               |

### 音樂錄影帶
| 發布日期       | 歌曲名稱                                              | J. Tune Camp |
| 2013年11月27日 | 나쁜기억(Bad memory) feat. K.Will                     | [ 9 ]        |
| 2014年2月4日   | 더 사랑하는 쪽이 아프다(Love Hurts)' feat. Ailee      | [ 10 ]       |
| 2015年10月21日 | 漢江的夜晚（밤에 본 한강）（Feat. Eun Ha（GFRIEND）） | [ 11 ]       |

## 外部連結
- Pro C的Facebook專頁
- Moos的Instagram帳戶
- Buffy的Instagram帳戶